# Kami-sama no Iu Tōri
Kami-sama no Iu Tōri (神さまの言うとおり) estrenada internacionalment com  As the Gods Will, és una pel·lícula de terror sobrenatural japonesa del 2014 dirigida per Takashi Miike. Es basa en el primer arc de la sèrie de manga epònim de Muneyuki Kaneshiro i Akeji Fujimura. La pel·lícula va ser estrenada als mitjans domèstics als Estats Units per Funimation.

## Argument
L'estudiant de secundària Shun Takahata passa gran part del seu temps jugant a videojocs violents. Un matí a l'escola, també plora que la seva vida és completament avorrida. Durant la classe, el cap del professor explota en un ruixat de sang i bales. De la soca del coll del mestre emergeix un ninot Daruma sensible. Shun, juntament amb el seu amic Satake i tota la seva classe, de sobte es veuen obligats a participar en un joc mortal de Daruma-san ga koronda, amb els estudiants matant un per un cada vegada que es mouen. En un moment donat, quan el Daruma es gira, Satake s'adona d'un botó a l'esquena que els estudiants poden intentar prémer per acabar el joc abans que s'acabi el seu temporitzador. A més, el joc té un límit de temps, amb la mort de tothom si s'acaba el temporitzador. Tothom entra en pànic i un a un, intenten prémer el botó però els Daruma, sabent els seus moviments, compten més ràpid i tots acaben morint, deixant a Shun i Satake. Shun, amb l'ajuda d'en Satake, aconsegueix saltar i arribar al botó sense que el Daruma ho sàpiga i el pressiona per acabar el joc, però en Satake mor, revelant que només viurà el que prem el botó.
Després d'acabar el joc, Shun es troba amb la seva xicota Ichika Akimoto i es dirigeixen al gimnàs de l'escola. Allà, inicien el segon joc, el gat i el picarol, amb un Maneki-neko, on els estudiants vestits de ratolins intenten llançar una campana a un cèrcol unit al collar, mentre intenten no ser menjats o triturats. El joc es guanya amb l'ajuda d'en Takeru Amaya, un company de classe amb problemes que colpeja altres estudiants, sembla revelar-se en l'oportunitat de veure tantes morts, i que mata a tots els altres supervivents a més de Shun i Ichika després de guanyar el joc. Aleshores, els tres són inconscients per gas incapacitant alliberat pel gat. Mentrestant, les notícies arreu del Japó  transmeten el que està passant, revelant que la ciutat conté un cub blanc gegant que flota sobre la ciutat i que els supervivents es consideren "fills de Déu".
Shun es desperta i es troba amb altres estudiants, Taira, Taoka i el seu excompany Shoko Takase en una habitació semblant a un hospital dins del cub gegant flotant que planeja sobre Tòquio, davant la següent prova. Taira revela que estudiants d'arreu del món s'enfronten a proves similars i que el grapat de supervivents s'estan introduint dins dels cubs per continuar les seves tasques allà. Quatre ninots Kokeshi, Taro, Akemi, Kenichi i Hanako, entren a l'habitació i anuncien que el següent joc és Kagome Kagome, on els alumnes un per un van amb els ulls embenats i han d'endevinar quina de les quatre nines està darrere d'ells en 10 segons després del final de la cançó. Si no ho fan, seran colpejats amb un làser vermell i les nines utilitzaran la telequinesi per destruir els seus cossos. Si el jugador aconsegueix endevinar qui hi ha darrere d'ells i els Kokeshis perden, tots esclataran i un d'ells deixa anar una clau de resposta perquè els alumnes puguin sortir de la sala i entrar a la següent fase. Taira i Taoka són assassinats, però Shun s'esborra utilitzant el seu telèfon per gravar la veu de Hanako, i se'n va juntament amb Shoko. Més tard, es reuneixen amb l'Ichika i un altre jugador, Yukio Sanada, a qui salven de ser assassinat per un cinquè Kokeshi agafant-se de la mà.
Els quatre s'uneixen a Eiji Oku i Kotaro Maeda al següent nivell, on han d'utilitzar les seves claus per desbloquejar un cap Kokeshi gegant. L'Amaya porta tres claus més i mata un altre jugador que porta a l'habitació. Els set supervivents utilitzen les seves claus i els donen la seva pròpia roba per canviar-se i el cap gegant s'allunya per revelar un túnel que condueix a l'habitació del costat. Mentrestant, cada jugador es mostra a les pantalles de televisió perquè els vegin els altres. El següent joc és l'Shirokuma, un ós polar blanc que se'ls apareix dins d'una habitació congelada. Tots els alumnes han de respondre les preguntes de l'ós blanc amb honestedat; en cas contrari, es veuran obligats a destacar el que sospiten que menteix per ser assassinat. Shoko i Yukio són assassinats, i Shun aviat s'adona d'un pegat negre al puny de l'ós i s'adona que l'ós és el veritable mentider i que el seu color real és el negre, per tant guanya el joc i sobreviu amb els altres quatre alumnes.
El joc final, presentat per tres nines matrioixca, Fitnes, Intel·ligència i Imaginació, és un joc de puntada a la llauna que s'ha de completar abans de la posta de sol. Els cinc restants escullen un pal, i el que aconsegueix el vermell juga al "Diable". La cara de qui és vista i cridada pel "Diable" és atrapada i llançada a una cel·la. Les nines Matrioixka anuncien que el joc s'ha acabat quan el Diable agafa tothom i dóna una puntada a la llauna, o si un jugador salva els altres donant una puntada a la llauna. Tanmateix, també afirmen que la llauna explotarà, de manera que el jugador salvarà els altres a costa de la seva pròpia vida. Takeru aconsegueix el pal vermell i aviat l'Oku, la Maeda i l'Ichika són atrapats per ell mentre en Shun troba una armadura per amagar-li la cara mentre s'amaga. Takeru atrapa en Shun perquè l'armadura és massa pesada, però Shun encadena Takeru a l'armadura i salta al mar, després treu l'armadura i s'enfila. Takeru lluita per tirar l'armadura cap amunt per evitar ser tirat cap avall, després tots dos corren cap a la llauna, i Shun aconsegueix donar una puntada a la llauna primer però sense explosió, guanyant així el joc. Les nines Matrioixka revelen que, de fet, l'explosió és mentida i que cap d'ells serà assassinat en perdre el joc. Tenen una festa de popsicle, on aprenen el seu destí al pal de fusta. Les nines Matrioixka també els ensenyen que havien experimentat diferents habilitats al llarg dels jocs, coratge, transformació, forma física, intel·ligència i imaginació, però que aquest final és una demostració de l'última habilitat que necessitaven, sort, i que la intenció de l'últim joc era simplement per a l'entreteniment. Shun i Takeru viuen mentre Ichika, Eiji i Kotaro són assassinats per una quarta nina Matrioska amb làsers que els desintegren. Shun i Takeru emergeixen a la part superior del cub, on veuen una multitud que els anima, mentre Enokida Takumi, un hikikomori que els ha estat observant des de la seva habitació, surt de casa seva, possiblement per trobar la identitat real de "Déu".
Takeru celebra mentre Shun s'agenolla desesperat per la pèrdua dels seus amics, afirmant que "no hi ha Déu". Una de les nines Matrioixka el corregeix i suggereix que aquells jocs mortals els portaran a "Déu", ja que li mostra un vagabund que també era un observador i el "Déu" darrere d'aquests jocs de la mort.

## Repartiment
- Sota Fukushi com a Shun Takahata
- Hirona Yamazaki com Ichika Akimoto
- Ryūnosuke Kamiki com a Takeru Amaya
- Mio Yūki com a Shoko Takase[2]
- Shōta Sometani com a Satake[2]
- Jingi Irie com a Eiji Oku
- Ryosuke Yamamoto com a Mikinori Taira
- Minori Hagiwara com a Yumi Taoka
- Sasuke Otsuru com a Yukio Sanada
- Naoto Takahashi com a Kotaro Maeda
- Nijiro Murakami com a Haruhiko Yoshikawa
- Lily Franky com a home/déu sense llar
- Nao Omori com a Takumi
- Dori Sakurada com a presidenta de la classe (aparença)
- Atsuko Maeda com a Maneki-neko (veu)
- Tsutomu Yamazaki com a Polar Bear (veu)

## Taquilla
La pel·lícula va guanyar 1,5 milions de dòlars a nivell nacional al Japó el primer cap de setmana de novembre.

## Controvèrsia
El thriller de supervivència K-drama de la sèrie Ojingeo Geim del 2021 ha estat acusada de plagiar la pel·lícula, ja que totes dues involucren jocs infantils on la pena per perdre és la mort. No obstant això, l'escriptor i director Hwang Dong-hyuk va afirmar que va escriure el guió de Ojingeo Geim el 2009 (cinc anys abans que s'estrenés As the Gods Will), dient "el les similituds que es van assenyalar són purament casuals i no hi ha cap còpia de cap de les parts."